# Gomila Vande
Gomila Vande (poljsko Kopiec Wandy) stoji v Mogili (od leta 1949 v soseski okrožja Nowa Huta, Krakov) je bila verjetno zgrajen okoli 7. – 8. stoletja. Je ena od štirih gomil, ki danes obstajajo v Krakovu na Poljskem. 
Po legendi je v gomili pokopana legendarna princesa Vanda, hči mitičnega kneza Krakusa. Vanda naj bi naredila samomor v reki Visli, da se ne bi poročila z Nemcem. Gomila je blizu reke, kjer je naj bi bilo najdeno njeno truplo. Arheološke raziskave leta 1913 in sredi 1960-ih niso dale nobenega prepričljivega dokaza o starosti ali namenu gomile. 

## Zgodovina
Osnova gomile s premerom približno 50 metrov je na nadmorski višini 238 metrov, njena višina pa 14 metrov. Za razliko od ostalih treh, gomila Vande ni zgrajena na naravnem hribu.
Leta 1222 je prva omemba vasi Mogila, katere ime je povezano z nasipom Vanda. Leta 1225 je krakovski škof Ivo Odrovąż samo dva kilometra od nasipa leta 1225 zgradil samostan imenovan samostan Mogila, ki je aktiven še danes. Leta 1584 je bil prvič omenjen videz gomile. Leta 1860 so Avstrijci kopo obdali z zemeljskim obzidjem kot del utrdb Krakovske trdnjave, med letoma 1888–1890 pa zemeljski okop spremenili v opečno in kamnito utrdbo, porušenih šele v letih 1968-1970. Leta 1890 je Kornel Kozerski na lastne stroške obnovil nasip in na vrhu postavil marmornat spomenik, ki ga je zasnoval Jan Matejko: orel na podstavku, okrašen z reliefom meča in distafa, pod napisom Vanda.